# Apalonia comtensis
Apalonia comtensis (лат.) — вид жуков-стафилинид рода Apalonia из подсемейства Aleocharinae. Французская Гвиана.

## Описание
Мелкие коротконадкрылые жуки. Длина тела 2,9 мм. Блестящее красновато-коричневое тело с красновато-жёлтым основанием брюшка; коричневые усики с тремя базальными антенномерами и красновато-жёлтым одиннадцатым. Глаза при виде сверху длиннее постокулярной области. Второй антенномер короче первого, третий длиннее второго, от седьмого до десятого поперечные. Этимология: новый вид получил свое название от реки Комте во Французской Гвиане.   Формула лапок 4-5-5. Голова с отчетливой шеей. Максиллярные щупики состоят из 4 члеников, а лабиальные щупики из 3 сегментов.
Вид был впервые описан в 2015 году итальянским энтомологом Роберто Пейсом (Roberto Pace; 1935—2017) по материалам из Южной Америки (Французская Гвиана).